# تصوير عصبي
التصوير العصبي أو تصوير الدماغ هو استخدام تقنيات متعددة بشكل مباشرة أو غير مباشر في التصوير التشخيصي لهياكل، ووظيفة، وعلاجات الجهاز العصبي، وهو مجال جديد نسبيًا في الطب والعلوم العصبية وعلم النفس، ويُعرف الأطباء المتخصصين في تنفيذ وتفسير التصوير العصبي ضمن الإطار السريري بأطباء أشعة الأعصاب.
ينقسم التصوير العصبي إلى فئتين رئيسيتين:
- التصوير التركيب البنائي، ويتعامل مع تركيبات الجهاز العصبي، وتشخيص الأمراض والإصابات المخية العيانية داخل الجمجمة (مثل الأوارم).
- التصوير الوظيفي، ويُستخدم في التشخيص الدقيق للأمراض والآفات الأيضية (مثل مرض آلزهايمر) وكذلك في أبحاث علم النفس المعرفي والعصبي وبناء واجهات بين الحاسوب والدماغ.

يُتيح التصوير الوظيفي بمشاهدة مباشرة لمعالجة المعلومات في المراكز الموجودة في المخ، ففي أثناء هذه المعالجة يزداد التمثيل الغذائي في المنطقة المسؤلة عنها و«تتوهج» مما يمحكن من تصويرها، ويُعتبر «تحديد الأفكار» أو قراءة العقل أحد أكثر استخدامات التصوير العصبي إثارة للجدل.

## التاريخ

تصوير بالرنين المغناطيسي الوظيفي للرأس، من أعلى الجمجمة إلى أسفلها.

يعود الفصل الأول من تاريخ التصوير العصبي إلى عالم الأعصاب الإيطالي أنجيلو موسو الذي اكتشف «توازن الدورة الدموية البشرية» التي مكنت من القياس الغير تدخلي لإعادة توزيع الدم في الدماغ خلال النشاط العاطفي والفكري. وبالرغم من أن وليام جيمس قد ذكر هذا التوازن قبل فترة وجيزة (عام 1890) إلا أن تفاصيل هذا التوازن والأعمال الدقيقة والتجارب التي أجراها موسو ظلت غير معروفة بشكل كبير حتى حدث مؤخرا اكتشاف أداته الأصلية وتقاريره التي كتبها ستيفانو ساندرون وزملاؤه.
قدّم جراح الأعصاب الأمريكي والتر داندي تقنية تصوير البطين الدماغي عام 1918، بتصوير الجهاز البطيني بالأشعة السينية عن طريق حقن مباشر لهواء مُصفى في أحد البطينين الجانبيين للدماغ، وقد لاحظ داندي أن الهواء الذي يدخل إلى الفراغ الموجود تحت الأم العنكبوتية خلال البزل القطني يمكن أن يصل إلي البطينات الدماغية مُظهرا حجرات السائل النخاعي على سطح الدماغ وحول قاعدته، وقد سُميت هذه التقنية باسم تصوير الدماغ المحقون بالغاز.
قدم إيغاس مونيز تصوير الأوعية الدماغية عام 1927، حيث يمكن تصوير الأوعية الدموية الطبيعية والمَرَضية داخل وحول الدماغ بدقة عالية.
قدم كل آلن كورماك وغودفري هونسفيلد التصوير المقطعي المحوسب في أوائل سبعينيات القرن العشرين، وأصبحت أكثر الصور التشريحية تفصيلاً لمناطق الدماغ متاحة لأغراض التشخيص والبحث، وبهذه التقنية فاز كل منهما بجائزة نوبل في الطب أو علم وظائف الإعضاء عام 1979، وعقب فترة وجيزة من ظهور التصوير المقطعي المحوسب، فقد سمح تطور الموجات الراديوية باستخدام التصوير الطبي بآشعة غاما والتصوير المقطعي بالإصدار البوزيتروني للدماغ.
تطور بعد ذلك التصوير بالرنين المغناطيسي من قِبل باحثين منهم بيتر مانسفيد وبول لاوتربر، اللذان حصلا على جائزة نوبل في الطلب أو علم وظائف الأعضاء عام 2003، وقد قُدم التصوير بالرنين المغناطيسي في أوائل الثمانينيات سريريًا، إلا أنه خلال ثمانينيات القرن العشرين حدث تطور هائل في التحسينات الفنية والتطبيقات التشخيصية له، وبسرعة أدرك العلماء أن التغيرات الكبيرة في تدفق الدم المقاسة التي يقيسها التصوير المقطعي بالإصدار البوزيتروني يمكن أيضا تصويرها بنوع مناسب من أجهزة التصوير بالرنين المغناطيسي، تبع ذلك ميلاد التصوير بالرنين المغناطيسي الوظيفي، الذي سيطر منذ التسعينيات على مجال رسم خرائط الدماغ نظرًا لانخفاض تدخليته ونقص التعرض للإشعاع وتوافره النسبي على نطاق واسع.
وصل مجال التصوير العصبي أوائل عام 2000 إلى المرحلة التي أصبحت فيها التطبيقات العملية المحدودة للتصوير الوظيفي للدماغ ممكنة، مجال التطبيق الرئيسي حاسوب العقل الوسيط.

## دواعي الاستعمال
يتبع التصوير العصبي الفحص العصبي، وذلك إن رأى الطبيب سببًا لإجرائه بهدف إجراء فحوصات أعمق للمريض الذي يعاني من اضطراب عصبي.
يُعتبر الإغماء البسيط أحد أكثر المشاكل العصبية التي قد يوجهها الشحص شيوعًا، فتشخيص حالات الإغماء البسيط، الذي لا يشير فيه تاريخ المريض إلى أعراض عصبية أخرى، يتضمن الفحص العصبي دون استدعاء تصوير عصبي بشكل روتيني، لأن احتمال العثور على سبب في الجهاز العصبي المركزي يكون ضئيلا للغاية ومن غير المحتمل أن يستفيد المريض منه. 
يُعتبر التصوير العصبي غير مطلوب بالنسبة للمرضى الذين يعانون من الصداع المستقر والذي تم تشخيصه على أنه صداع نصفي. وتشير الدراسات إلى أن وجود الصداع النصفي لا يزيد من خطر إصابة المريض بأمراض داخل الجمجمة.  كما أن تشخيص الصداع النصفي الذي يدل على غياب مشاكل أخرى (مثل الوذمة الحليمية) لا يشير إلى الحاجة إلى إجراء تصوير عصبي.  ويجب على الطبيب أثناء محاولته الوصول إلى تشخيص دقيق أن يفكر فيما إذا كان سبب الصداع شيا آخر غير الصداع النصفي، كما قد يتطلب الأمر إجراء تصوير عصبي. 
تُعتبر الجراحة المجسمة والتي يتم توجيهها بالتصوير المقطعي المحوسب أو الرنين المغناطيسي لعلاج الأورام داخل الجمجمة والتشوهات الشريانية الوريدية وغيرها من الحالات الجراحية القابلة للعلاج أحد دواعي إجراءات التصوير العصبي.   

## تقنيات تصوير الدماغ

### التصوير المقطعي المحوري
يستخدم التصوير المقطعي المحوسب أو التصوير المقطعي المحوري سلسلة من صور الأشعة السينية للرأس مأخوذة من عدة اتجاهات مختلفة، ونظرا لاستخدام التصوير المقطعي المحوسب للعرض السريع لإصابات الدماغ، فإنه يستخدم برنامج كمبيوتر يقوم بإجراء عملية حسابية متكاملة (تحويل رادون عكسي) على سلسلة الأشعة السينية المقاسة لتقييم مقدار الأشعة السينية الممتصة في حجم صغير من الدماغ، عادة ما يتم تقديم المعلومات على شكل مقاطع عرضية من الدماغ.

### التصوير بالرنين المغناطيسي

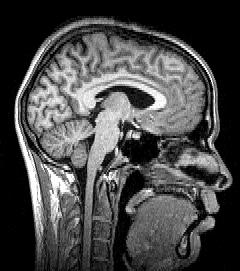
شريحة رنين مغناطيسي في مستوى خط الوسط.

يستخدم التصوير بالرنين المغناطيسي المجال المغناطيسي والأمواج الراديوية لإنتاج صور عالية الجودة لهياكل المخ، ثنائية أو ثلاثية الأبعاد، دون استخدام الإشعاعات المؤينة (الأشعة السينية) أو أجهزة التتبع الإشعاعي.

### التصوير بالرنين المغناطيسي الوظيفي
يعتمد التصوير بالرنين المغناطيسي الوظيفي وتوسيم الدوران الشرياني على الخواص المغنطيسية للهيموغلوبين المؤكسج والمختزل بهدف معرفة رؤية تغيرات تدفق الدم المرتبطة بالنشاط العصبي في المخ، ويسمح ذلك للصور الملتقطة أن تعكس هياكل الدماغ المنشطة (وكيفية تنشيطها) أثناء أداء المهام المختلفة أو في حالة الراحة، ووفقًا لفرضية التأكسج فإنه يمكن ربط تغييرات استخدام الأكسجين في مناطق الدماغ المختلفة، أثناء النشاط المعرفي أو السلوكي، بعصبونات المنطقة باعتبارها مرتبطة بشكل مباشر بالمهام المعرفية أو السلوكية التي تتم معالجتها.
تخطيط الدماغ المغناطيسي هو تقنية تصوير مستخدمة في قياس المجال المغناطيسية الناتج عن النشاط الكهربائي للدماغ، وذلك بالستعانة بأجهزة حساسة للغاية، ويوفر تخطيط الدماغ المغناطيسي قياسًا مباشرًا للنشاط الكهربائي العصبي، وتتمثل ميزة قياس المجال المغناطيسي الناتج عن النشاط العصبي في أنه من المحتمل أن يكون أقل تشويهًا من قِبل الأنسجة المحيطة (كالجمجمة وفروة الرأس) مقارنةً بالمجال الكهربائي الذي يقيسه تخطيط كهربية الدماغ.

### التصوير المقطعي بالإصدار البوزيتروني
يقيس التصوير المقطعي بالإصدار البوزيتروني انبعاثات المواد الكيميائية النشطة أيضيا والتي سبق وصمها بنظائر مشعة، عبر حقنها في مجرى الدم، وتتم معالجة بيانات الانبعاثات عبر الحاسب لإنتاج صور ثنائية أو ثلاثية الأبعاد لتوزيع المواد الكيميائية في جميع أنحاء الدماغ. يتم إنتاج نظائر البوزيترون المشعة بواسطة المسرع الدوراني، وتوصم المواد الكيميائية بهذه النظائر المشعة، وبحقن المركب السابق في مجرى الدم فإنه يتجه في النهاية إلى المخ، وتكتشف المستشعرات الموجودة على أجهزة التصوير المقطعي النشاط الإشعاعي حيث يتراكم المركب في مناطق مختلفة من الدماغ، ويعالج الحاسب البيانات التي تجمعها المستشعرات لإنشاء صور ثنائية أو ثلاثية الأبعاد توضح المكان الذي يعمل الذي يتراكم فيه المركب في المخ.

### تصوير طبي بأشعة غاما
يشبه التصوير الطبي بأشعة غاما التصوير المقطعي بالإصدار البوزيتروني، ويستخدم أشعة جاما التي ينبعث منها النظائر المشعة، وكاميرا آشعة جاما التي تسجيل البيانات التي يعالجها الحاسب لبناء صورة ثنائية أو ثلاثية الأبعاد لمناطق الدماغ النشطة.

### الموجات فوق الصوتية عبر الجمجمة
عادةً ما تُستخدم الموجات فوق الصوتية عبر الجمجمة في الأطفال الصغار، حيث يكون اليافوخ لا يزال مفتوحا كنافذة صوتية تمكن من إجراء التصوير بالموجات فوق الصوتية للدماغ، وتشمل مزاياه عدم وجود إشعاعات مؤينة وسهولة إجراء المسح بجوار السرير، إلا أن نقص تفاصيل الأنسجة الرخوة يجعل من التصوير بالرنين المغناطيسي الخيار الأفضل في بعض الحالات.

## معرض صور
